# Schwerfen
Schwerfen is een plaats in de Duitse gemeente Zülpich, deelstaat Noordrijn-Westfalen, en telt 1511 inwoners (2006).